# أتوموكسيتين
الأتوموكسيتين (بالإنجليزية: Atomoxetine)‏، الذي يباع بالاسم التجاري: ستراتيرا وأسماء أخرى، هو دواء يُستخدم لمعالجة اضطراب نقص الانتباه مع فرط النشاط. قد يُستخدَم وحده أو مع منشطات. لا يُنصَح باستخدامه إلا لدى الأطفال بعمر ست سنوات على الأقل. يُعطَى فمويًا.
تشمل التأثيرات الجانبية الشائعة: الألم البطني، وفقد الشهية، والغثيان، والإحساس بالتعب، والدوار. قد تشمل الأعراض الجانبية الخطيرة: وذمة وعائية، ومشاكل كبدية، وسكتة دماغية، وذهان، ومشاكل قلبية، والانتحار، والعدوانية. سلامة استخدامه خلال الحمل والإرضاع غير واضحة. الأتوموكسيتين هو مثبط لإعادة قبط النورإبينفرين، ويُعتقَد أنه يعمل من خلال زيادة مستويات النورإبينفرين والدوبامين في الدماغ.
صُودِق على الاستخدام الطبي للأتوموكسيتين في الولايات المتحدة عام 2002. يكلف إمداد شهر واحد في المملكة المتحدة هيئة الخدمات الصحية الوطنية نحو 53 جنيهًا إسترلينيًا ابتداء من 2019. في الولايات المتحدة، تبلغ تكلفة الجملة لهذه الكمية نحو 77 دولارًا أمريكيًا. في 2017، جاء الدواء في المرتبة 199 ضمن الأدوية الأكثر وصفًا في الولايات المتحدة بأكثر من مليوني وصفة طبية.

## الاستخدامات الطبية

### اضطراب نقص الانتباه مع فرط النشاط
صودق على استخدام الأتوموكسيتين لدى كل من الأطفال، واليافعين، والكبار. على أي حال، لم تُدرَس فعاليته بعد لدى الأطفال بعمر أقل من 6 سنوات. ميزته الأساسية على المعالجة المُنشِّطة المعيارية لاضطراب نقص الانتباه مع فرط النشاط هي أن احتمال إساءة استخدامه قليل. رغم أنه ينقص أعراض قلة الانتباه وزيادة النشاط إلا أن الاستجابة له كانت أقل من الاستجابة للمنشطات. بالإضافة إلى ذلك، عانى 40% من الأشخاص الذين قد عُولِجوا بالأتوموكسيتين من أعراض متبقية لاضطراب نقص الانتباه مع فرط النشاط.
رغم أن فعاليته قد تكون أقل من فعالية الأدوية المُنشِّطة إلا أن هناك بعض الأدلة على أنه قد يُستخدَم بالترافق مع المنشطات. قد يصف الأطباء أدوية غير مُنشِّطة بما فيها الأتوموكسيتين عندما يعاني الشخص من التأثيرات الجانبية المزعجة للمُنشِّطات، أو عندما لا تكون المنشطات فعالة، أو بالترافق مع المنشطات من أجل زيادة الفعالية.  
بعكس ناهضات مستقبلات ألفا 2 الأدرينالية مثل غوانفاسين وكلونيدين، يمكن إيقاف استخدام الأتوموكسيتين فجأة دون ظهور تأثيرات توقف مهمة.
تحتاج التأثيرات العلاجية البدئية للأتوموكسيتين عادة 2 – 4 أسابيع حتى تظهر. قد يحتاج الأمر 2 – 4 أسابيع إضافية لظهور التأثيرات العلاجية الكاملة. الجرعة الكلية الأعظمية المنصوح بها يوميًا لدى الأطفال واليافعين الذين وزنهم أكبر من 70 كغ والكبار هي 100 مغ.

### استخدامات أخرى
قد يُستخدَم الأتوموكسيتين لدى المصابين باضطراب نقص الانتباه مع فرط النشاط واضطراب ثنائي القطب رغم أن هذا الاستخدام لم يُدرَس جيدًا. شوهدت بعض الفوائد أيضًا لدى الأشخاص المصابين باضطراب نقص الانتباه مع فرط النشاط والتوحد.

## مضادات الاستطباب
تشمل مضادات الاستطباب:
- فرط الحساسية للأتوموكسيتين أو أي من المكونات غير الفعالة الموجودة في المنتج.
- تشمل الأمراض القلبية الوعائية العرضية:
  - ارتفاع ضغط الدم المتوسط إلى الشديد.
  - الرجفان الأذيني.
  - الرفرفة الأذينية.
  - تسرع القلب البطيني.
  - الرجفان البطيني.
  - الرفرفة البطينية.
  - التصلب الشرياني المتقدم.
- الاضطرابات القلبية الوعائية الشديدة.
- ورم القواتم.
- العلاج المتزامن بمثبطات أكسيداز أحادي الأمين.
- الماء الأزرق (الزرق) ضيق الزاوية.
- لدى ضعيفي الاستقلاب (نظرًا لاستقلاب الأتوموكسيتين بواسطة أنزيم السيتوكروم 2دي6)

## التأثيرات السلبية
تشمل التأثيرات الجانبية الشائعة: الألم البطني، وفقد الشهية، والغثيان، والإحساس بالتعب، والدوار. قد تشمل الأعراض الجانبية الخطيرة: وذمة وعائية، ومشاكل كبدية، وسكتة دماغية، وذهان، ومشاكل قلبية، والانتحار، والعدوانية. سلامة استخدامه خلال الحمل والإرضاع غير واضحة.
أصدرت إدارة الغذاء والدواء الأمريكية تحذيرًا في الوصفة المرفقة بالدواء مكتوب ضمن صندوق أسود من السلوك/ التفكير الانتحاري. أُصدِرت تحذيرات مماثلة في أستراليا. على عكس الأدوية المُنشِّطة، لا يحمل الأتوموكسيتين خطر حدوث إساءة الاستخدام أو القدرة على إحداث تأثيرات انسحاب عند التوقف المفاجئ عن استخدامه.
معدل حدوث التأثيرات السلبية
تشمل التأثيرات السلبية الشائعة جدًا (معدل الحدوث > 10%):
- الغثيان (26%).
- جفاف الحلق (20%).
- الأرق (16%).
- الإعياء (10%).
- الصداع.
- السعال.
- الإقياء (لدى الأطفال واليافعين).

تشمل التأثيرات السلبية الشائعة (معدل الحدوث 1 - 10%):
- الإمساك (8%).
- الدوار (8%).
- سوء الانتصاب (8%).
- النعاس (8%).
- الألم البطني (7%).
- التردد البولي (6%).
- تسرع قلب (ارتفاع معدل ضربات القلب) (5 – 10%)..
- ارتفاع ضغط الدم (5 – 10%).
- الهياج (5%).
- الأحلام غير الطبيعية (4%).
- عسر الهضم (4%).
- اضطراب القذف (4%).
- فرط التعرق (زيادة التعرق بشكل غير طبيعي) (4%).
- الإقياء (4%).
- النوبات الحارة (3%).
- المذل (الإحساس بالوخز، الدغدغة...إلخ) (3%).
- اضطرابات الطمث (3%).
- فقد الوزن (2%).
- الاكتئاب.
- صداع التهاب الجيوب.
- التهاب الجلد.
- تبدلات المزاج.

تشمل التأثيرات غير الشائعة (معدل الحدوث 0.1 - 1%):
- الأحداث المتعلقة بالانتحار.
- العدائية.
- عدم الثبات الانفعالي.
- الذهان.
- الغشيان (الإغماء).
- نقص الحس.
- الرجفة.
- الشقيقة.
- النوبات الصرعية.
- الخفقان.
- استطالة الفترة كيو تي.
- ارتفاع بيليروبين الدم.
- التفاعلات التحسسية.

تشمل التأثيرات السلبية النادرة (معدل الحدوث 0.01 – 0.1%):
- ظاهرة رينو.
- اختبارات الوظائف الكبدية مرتفعة/ غير طبيعية.
- اليرقان.
- التهاب الكبد.
- أذية كبدية.
- قصور كبدي حاد.
- الاحتباس البولي.
- القساح.
- ألم العضو التناسلي الذكري.

## فرط الجرعة
إن الأتوموكسيتين غير سام نسبيًا في حالة فرط الجرعة. لم تؤدِ الجرعات المفرطة من هذا الدواء بمفرده البالغة أكثر من 1500 مغ إلى حدوث الوفاة. تشمل أشيع أعراض فرط الجرعة:
- الأعراض الهضمية.
- النعاس.
- الدوار.
- الرجفة.
- السلوك غير الطبيعي.
- فرط النشاط.
- الهياج.
- الفم الجاف.
- تسرع القلب.
- ارتفاع ضغط الدم.
- توسع الحدقة.

الأعراض الأقل شيوعًا:
- نوبات صرعية.
- استطالة الفترة كيو تي.

يشمل العلاج المُوصَى به لفرط جرعة الأتوموكسيتين استخدام الكربون النشط (الفحم النشط) لمنع امتصاص كمية أكبر من الدواء.

## التفاعلات
الأتوموكسيتين هو ركيزة لأنزيم السيتوكروم 2دي6. تبين أن العلاج المتزامن مع مثبطات أنزيم السيتوكروم 2دي6 مثل بوبروبيون، أو فلوكسيتين، أو باروكسيتين، يزيد مستوى الأتوموكسيتين في البلازما بنحو 100% أو أكثر، بالإضافة إلى زيادة مستويات ن-ديسميثيل أتوموكسيتين، ونقص مستويات 4-هيدروكسي أتوموكسيتين في البلازما بدرجة مماثلة.
وُجِد أن الأتوموكسيتين يثبط قناة تيارات البوتاسيوم hERG بتركيز موافق للتثبيط النصفي (IC50) يبلغ 6.3 نانومول، والذي يملك القدرة على إحداث اضطراب نظم قلبي. أُبلغ عن استطالة الفترة كيو تي عند استخدام الأتوموكسيتين بجرعات علاجية وبجرعات مفرطة ما يشير إلى أنه لا يمكن استخدام الأتوموكسيتين مع الأدوية التي تسبب استطالة الفترة كيو تي، أو بالتزامن مع الأدوية مثبطات أنزيم السيتوكروم 2دي6، ويُستخدَم بحذر لدى الأشخاص ضعيفي الاستقلاب.
تشمل التفاعلات الدوائية الملحوظة الأخرى:
- الأدوية الخافضة لضغط الدم نظرًا لعمل الأتوموكسيتين كمحاكي ودي ذو عمل غير مباشر.
- المحاكيات الودية ذات العمل غير المباشر مثل سودوإفيدرين، ومثبطات إعادة قبط النورإبينفرين.
- المحاكيات الودية ذات العمل المباشر مثل فينيليفرين أو ناهضات مستقبلات ألفا 1 الأدرينالية الأخرى بما فيها الرافعة للتوتر الوعائي (مضادات انخفاض ضغط الدم) مثل دوبوتامين أو إيزوبرينالين أو ناهضات مستقبلات بيتا 2 الأدرينالية الأخرى.
- الأدوية الرابطة لبروتين الدم بشكل كبير: للأتوموكسيتين قدرة على أن يحل محل هذه الأدوية مع بروتينات البلازما الأمر الذي قد يحرض حدوث تأثيراتها السامة. في المخبر، لا يؤثر الأتوموكسيتين على الارتباط ببروتينات البلازما للأسبرين، أو ديسيبرامين، أو ديازيبام، أو باروكسيتين، أو باروكسيتين، أو فينيتوين، أو ورافارين.[28]

## الاستعمالات السريرية
تمت الموافقة على استخدام اتومكيسيتين عند الأطفال والمراهقين والبالغين، ومع ذلك لم تتم دراسة فعاليته لدى الأطفال الذين تقل أعمارهم عن ست سنوات.

## المصدر
1. ↑  Shobha Phansalkar; Amrita A Desai; Douglas Bell; Eileen Yoshida; John Doole; Melissa Czochanski; Blackford Middleton; David W Bates (26 Apr 2012). "High-priority drug-drug interactions for use in electronic health records". Journal of the American Medical Informatics Association (بالإنجليزية). 19 (5): 735–743. DOI:10.1136/AMIAJNL-2011-000612. ISSN:1067-5027. PMC:3422823. PMID:22539083. QID:Q17505343.
2. ↑  Atomoxetine (بالإنجليزية), QID:Q278487
3. ↑  "Parent's Medication Guide: ADHD". American Psychiatric Association (Guidelines (Tertiary source)). American Psychiatric Association & American Academy of Child and Adolescent Psychiatry (AACAP). يونيو 2013. مؤرشف من الأصل في 2017-02-02. اطلع عليه بتاريخ 2017-01-01. Though not FDA-approved for combined treatment, atomoxetine (Strattera) is sometimes used in conjunction with stimulants as an off-label combination therapy.
4. ↑  Treuer T، Gau SS، Méndez L، Montgomery W، Monk JA، Altin M، Wu S، Lin CC، Dueñas HJ (أبريل 2013). "A systematic review of combination therapy with stimulants and atomoxetine for attention-deficit/hyperactivity disorder, including patient characteristics, treatment strategies, effectiveness, and tolerability". Journal of Child and Adolescent Psychopharmacology. ج. 23 ع. 3: 179–93. DOI:10.1089/cap.2012.0093. PMC:3696926. PMID:23560600.
5. ↑  "Atomoxetine Hydrochloride Monograph for Professionals". Drugs.com (بالإنجليزية). American Society of Health-System Pharmacists. Archived from the original on 4 أبريل 2019. Retrieved 22 مارس 2019.
6. ↑  British national formulary : BNF 76 (ط. 76). Pharmaceutical Press. 2018. ص. 344–345. ISBN:9780857113382.
7. ↑  "Atomoxetine Pregnancy and Breastfeeding Warnings". Drugs.com (بالإنجليزية). Archived from the original on 22 مارس 2019. Retrieved 3 مارس 2019.
8. ↑  Sauer JM، Ring BJ، Witcher JW (2005). "Clinical pharmacokinetics of atomoxetine". Clinical Pharmacokinetics. ج. 44 ع. 6: 571–90. DOI:10.2165/00003088-200544060-00002. PMID:15910008.
9. ↑  "NADAC as of 2019-02-27". Centers for Medicare and Medicaid Services (بالإنجليزية). Archived from the original on 6 مارس 2019. Retrieved 3 مارس 2019.
10. ↑  "Atomoxetine Hydrochloride - Drug Usage Statistics". ClinCalc. مؤرشف من الأصل في 2018-07-09. اطلع عليه بتاريخ 2020-04-11.
11. ↑  "The Top 300 of 2020". ClinCalc. مؤرشف من الأصل في 2020-05-06. اطلع عليه بتاريخ 2020-04-11.
12. 1 2  "Strattera (atomoxetine) Capsules for Oral Use". DailyMed.gov. Eli Lilly and Company. 29 يناير 2020. مؤرشف من الأصل في 7 يونيو 2018. اطلع عليه بتاريخ 26 فبراير 2020.
13. 1 2 3 4  "Strattera (atomoxetine hydrochloride)". TGA eBusiness Services. Eli Lilly Australia Pty. Limited. 21 أغسطس 2013. مؤرشف من الأصل في 6 أبريل 2017. اطلع عليه بتاريخ 10 نوفمبر 2013.
14. ↑  Ghuman JK، Hutchison SL (نوفمبر 2014). "Atomoxetine is a second-line medication treatment option for ADHD". Evidence-Based Mental Health. ج. 17 ع. 4: 108. DOI:10.1136/eb-2014-101805. PMID:25165169. مؤرشف من الأصل في 8 مارس 2016. اطلع عليه بتاريخ 8 مارس 2016.
15. ↑  Kooij, JJS (2013). Adult ADHD Diagnostic Assessment and Treatment. Springer London. DOI:10.1007/978-1-4471-4138-9. ISBN:978-1-4471-4137-2.
16. ↑  "NIMH » Mental Health Medications". NIMH » Home. مؤرشف من الأصل في 6 أبريل 2019. اطلع عليه بتاريخ 17 مايو 2019.
17. ↑  "NIMH » Attention Deficit Hyperactivity Disorder". NIMH » Home. قالب:NIMH. مؤرشف من الأصل في 2016-12-25. اطلع عليه بتاريخ 2018-07-21.{{استشهاد ويب}}:  صيانة الاستشهاد: آخرون (link)
18. ↑  Taylor D، Paton C، Shitij K (2012). The Maudsley prescribing guidelines in psychiatry. West Sussex: Wiley-Blackwell. ISBN:978-0-470-97948-8.
19. ↑  Perugi G، Vannucchi G (2015). "The use of stimulants and atomoxetine in adults with comorbid ADHD and bipolar disorder". Expert Opinion on Pharmacotherapy. ج. 16 ع. 14: 2193–204. DOI:10.1517/14656566.2015.1079620. PMID:26364896.
20. ↑  Matthew Siegel, MD., Craig Erickson, MD., MS, Jean A. Frazier, MD., Toni Ferguson, Autism Society of America., Eric Goepfert, MD., Gagan Joshi, MD., Quentin Humberd, MD., Bryan H. King, MD., Amy Lutz, EASI Foundation: Ending Aggression and Self-Injury in the Developmentally Disabled., Louis Kraus, MD., Alice Mao, MD., Adelaide Robb, MD., Jeremy Veenstra-VanderWeele, MD, PhD., Paul Wang, MD, Autism SpeaksCarmen J. Head, MPH, CHES, Director, Research, Development, & WorkforceEve, Bender, Scientific Editor. (2016). Autism_Spectrum_Disorder_Parents_Medication_Guide (PDF) (بالإنجليزية). Washington, DC: American Academy of Child and Adolescent Psychiatry. p. 13. Archived (PDF) from the original on 2017-04-11. Atomoxetine (Strattera) has also been researched in controlled studies for treatment of ADHD in children with autism, and showed some improvements, particularly for hyperactivity and impulsivity {{استشهاد بكتاب}}: |مؤلف= باسم عام (help)صيانة الاستشهاد: أسماء متعددة: قائمة المؤلفين (link)
21. ↑  "Atomoxetine and suicidality in children and adolescents". Australian Prescriber. ج. 36 رقم  5. أكتوبر 2013. ص. 166. مؤرشف من الأصل في 10 November 2013. اطلع عليه بتاريخ 10 November 2013.
22. ↑  "Strattera Product Insert". مؤرشف من الأصل في 2023-03-20. اطلع عليه بتاريخ 2013-12-08.
23. ↑  "Strattera 10mg, 18mg, 25mg, 40mg, 60mg, 80mg or 100mg hard capsules". electronic Medicines Compendium. 28 مايو 2013. مؤرشف من الأصل في 10 نوفمبر 2013. اطلع عليه بتاريخ 10 نوفمبر 2013.
24. ↑  Todor I، Popa A، Neag M، Muntean D، Bocsan C، Buzoianu A، Vlase L، Gheldiu AM، Briciu C (أبريل–يونيو 2016). "Evaluation of a Potential Metabolism-Mediated Drug-Drug Interaction Between Atomoxetine and Bupropion in Healthy Volunteers". Journal of Pharmacy & Pharmaceutical Sciences. ج. 19 ع. 2: 198–207. DOI:10.18433/j3h03r. PMID:27518170.
25. ↑  Kasi PM، Mounzer R، Gleeson GH (2011). "Cardiovascular side effects of atomoxetine and its interactions with inhibitors of the cytochrome p450 system". Case Reports in Medicine. ج. 2011: 952584. DOI:10.1155/2011/952584. PMC:3135225. PMID:21765848.{{استشهاد بدورية محكمة}}:  صيانة الاستشهاد: دوي مجاني غير معلم (link)
26. ↑  Belle DJ، Ernest CS، Sauer JM، Smith BP، Thomasson HR، Witcher JW (نوفمبر 2002). "Effect of potent CYP2D6 inhibition by paroxetine on atomoxetine pharmacokinetics". Journal of Clinical Pharmacology. ج. 42 ع. 11: 1219–27. DOI:10.1177/009127002762491307. PMID:12412820.
27. ↑  Scherer D، Hassel D، Bloehs R، Zitron E، von Löwenstern K، Seyler C، Thomas D، Konrad F، Bürgers HF، Seemann G، Rottbauer W، Katus HA، Karle CA، Scholz EP (يناير 2009). "Selective noradrenaline reuptake inhibitor atomoxetine directly blocks hERG currents". British Journal of Pharmacology. ج. 156 ع. 2: 226–36. DOI:10.1111/j.1476-5381.2008.00018.x. PMC:2697834. PMID:19154426.
28. ↑  "21-411 Strattera Clinical Pharmacology Biopharmaceutics Review Part 2" (PDF). U.S. إدارة الغذاء والدواء (FDA). مؤرشف (PDF) من الأصل في 1 مارس 2017. اطلع عليه بتاريخ 6 أغسطس 2017.